# SLC33A1
SLC33A1‏ (Solute carrier family 33 member 1) هوَ بروتين يُشَفر بواسطة جين SLC33A1 في الإنسان.